# زيز راجل
زيز راجِل (الاسم العلمي: Meimuna opalifera) وتعرف في اليابان باسم تسوكو تسوكو بوشي (ツクツクボウシ)، نوع من الزيز. موطنه في اليابان والصين وشبه الجزيرة الكورية وتايوان.

## معرض صور

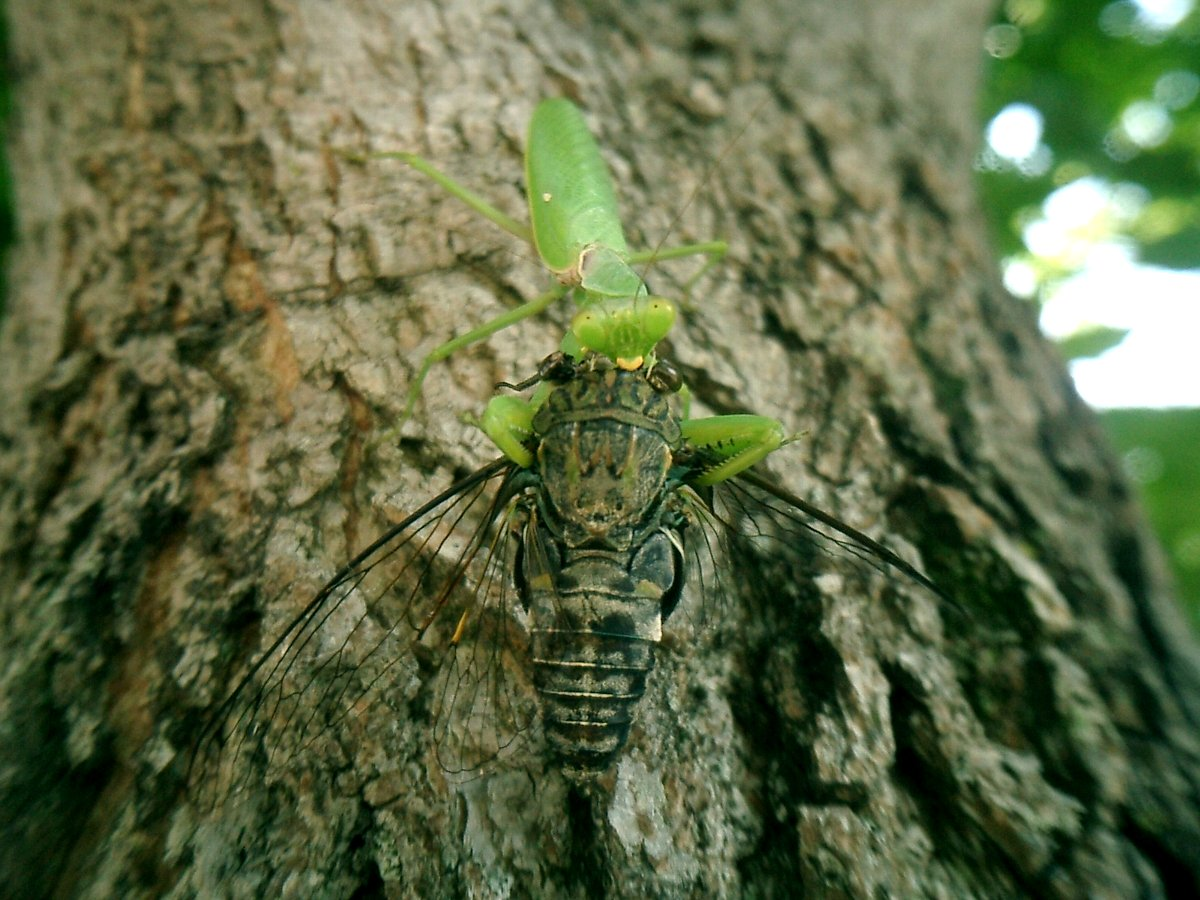
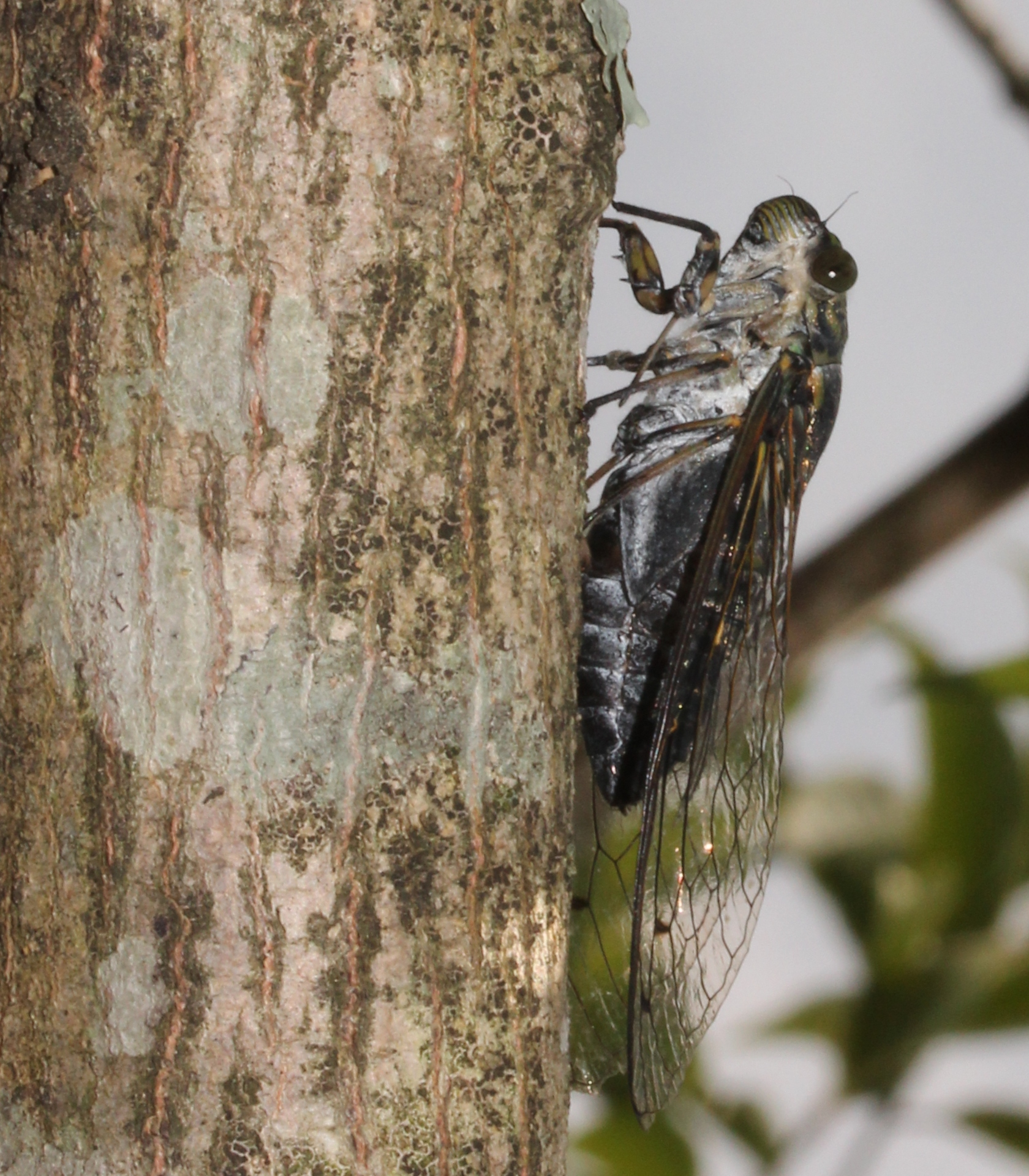
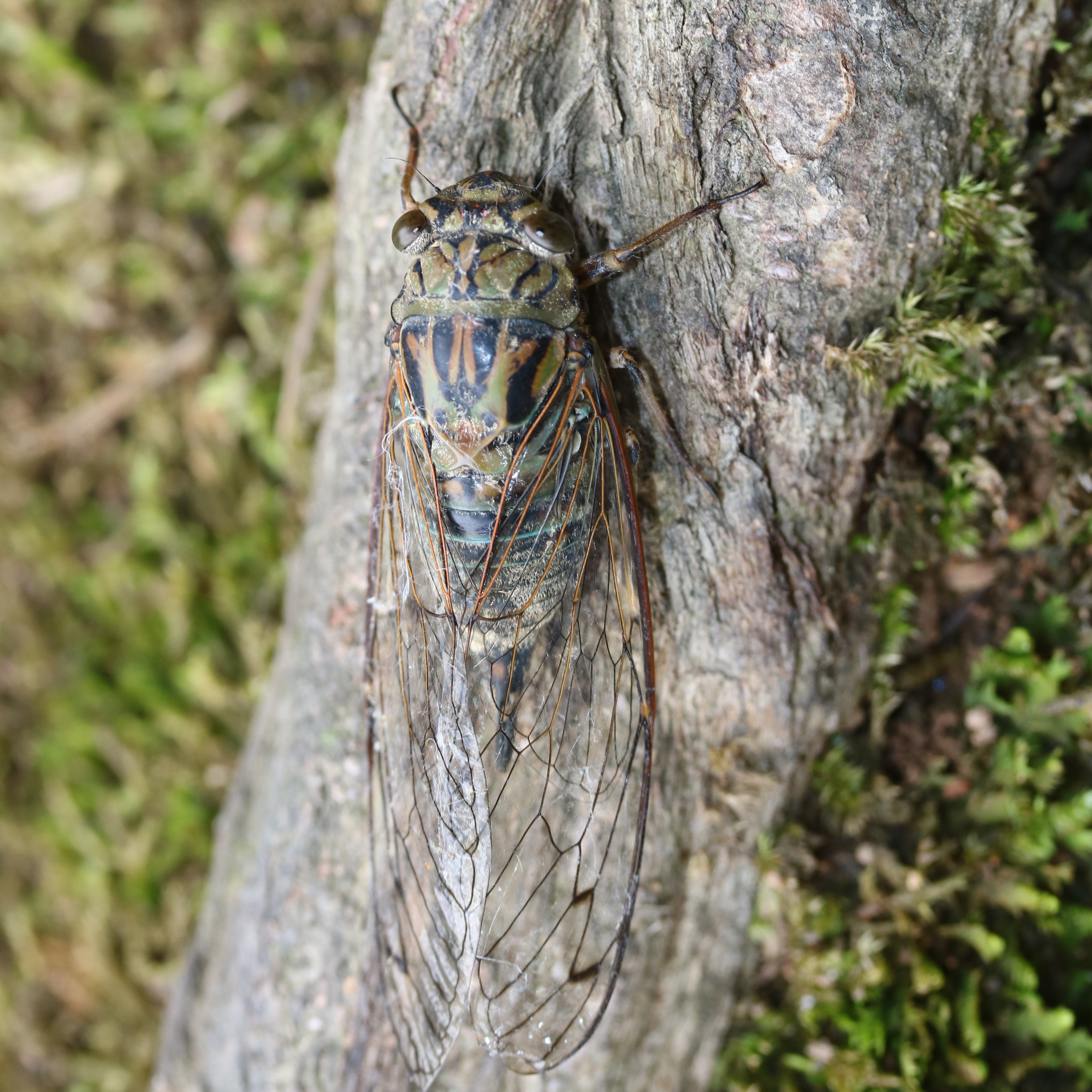